# Elektrofiele aromatische substitutie
De elektrofiele aromatische substitutie of EAS is een organische reactie waarbij een atoom, meestal waterstof, dat aan een aromatische ring gekoppeld is, vervangen wordt door een elektrofiel. De belangrijkste reacties van dit type zijn de aromatische nitrering, aromatische halogenering, aromatische sulfonering, acylering en alkylering.

## Basisreacties
De aromatische nitrering, waarbij nitroverbindingen ontstaan, verloopt via het nitroniumion dat in het reactiemengsel (nitreerzuur) gevormd wordt uit salpeterzuur en zwavelzuur.
Aromatische sulfonering van benzeen met rokend zwavelzuur leidt tot benzeensulfonzuur.
Aromatische halogenering van benzeen met broom, chloor of jood geeft het corresponderende arylhalogenide. Het corresponderende ijzer(III)halide of aluminiumhalide wordt meestal als katalysator gebruikt.
De Friedel-Craftsreactie komt in twee variaties voor, acylering en alkylering waarbij naast de aromaat óf een acylhalogenide, óf een alklylhalogenide optreedt.
Als typisch voorbeeld van gebruikte katalysatoren geldt aluminiumchloride, maar in feite kan in bijna alle gevallen elk sterk lewiszuur gebruikt worden. In de Friedel-Craftsacylering moet een equivalente hoeveelheid aluminiumchloride gebruikt worden, waardoor de term "katalysator" niet echt van toepassing is.
- Hetzelfde grondpatroon wordt gevolgd in de koppeling van een formylgroep aan een benzeenkern zoals die optreedt in de Vilsmeier-Haack-, de Gattermann Koch- en de Reimer-Tiemannreactie.
- De reactie van diazoniumzouten in de diazoniumkoppeling, koolstofdioxide in de Kolbe-Schmittreactie en geactiveerde carbonylgroepen in de Pechmanncondensatie.
- In de meerstaps Lehmstedt-Tanasescureactie is een van de intermediairen een elektrofiel met een N-nitrosogroep.
- In de Tscherniac-Einhornreactie (genoemd naar Alfred Einhorn) is het elektrofiel een N-methanol derivaat van een amide[1]

## Reactiemechanisme
Het reactiemechanisme van de elektrofiele aromatische substitutie is grondig onderzocht. De eerste stap in de reactie wordt gevormd doordat elektronen uit de aromatische ring (het eenvoudigste voorbeeld is benzeen) een binding vormen met het elektrofiel A. Dit leidt tot de vorming van een positief geladen cyclohexadiënylkation, ook bekend onder de naam areniumion. Dit carbokation is instabiel, zowel ten gevolge van de positieve lading op koolstof als ten gevolge van het verlies van de aromatische stabilisatie. Aan de andere kant vindt stabilisatie plaats door het verdelen van de positieve lading over drie koolstofatomen.
In de tweede stap van de reactie gebruikt een lewisbase 'B zijn elektronen om een binding te vormen met het waterstofatoom aan de koolstof waar het elektrofiel aan gebonden is. De elektronen die de binding tussen dit waterstofatoom en koolstof verzorgden gaan deel uitmaken van het π-systeem, waarmee de aromaticiteit hersteld wordt.
In het reactiemengsel is het niet altijd te voorkomen dat het gevormde product opnieuw een elektrofiele aromatische substitutie ondergaat. Of dit positief of negatief beoordeeld wordt hangt af hoe naar de reactie gekeken wordt, wat het synthetische of commerciële doel van de reactie was. Algemeen kan gezegd worden dat een elektrofiele substitutie de elektronen in de aromatische ring minder beschikbaar maakt voor verdere reacties. Met een sterk genoeg elektrofiel treedt een tweede, en soms zelfs een derde reactie op. Vooral onder invloed van een katalysator zal dit snel het geval zijn.

## Gesubstitueerde aromaten
Niet alleen benzeen ondergaat elektrofiele substitutie. Ook gesubstitueerde benzeenderivaten zijn gevoelig voor deze reactie. Hiermee wordt het probleem van de regioselectiviteit in reacties belangrijk. Een elektrofiel kan, als er al één functionele groep aanwezig is, op vier verschillende posities reageren:
1. het koolstofatoom waar de functionele groep aan gebonden is, systematisch positie 1, soms de ipso positie genoemd.
2. het koolstofatoom direct naast de functionele groep, systematisch positie 2, vaak de ortho-positie genoemd.
3. het koolstofatoom op de systermatische positie 3, vaak aangeduid als meta-positie.
4. het koolstofatoom in de ring tegenover de functionele groep, systematisch als positie 4, vaak nog als para-positie genoemd.

De systematische posities 5 en 6 zijn in de één keer gesubstitueerde benzeenring respectievelijk gelijk aan de posities 3 en 2.
Met betrekking tot de elektrofiele aromatische substitutie kunnen substituenten in twee groepen worden ingedeeld: activerende en deactiverende substituenten.

### Activerende substituenten
Activerende substituenten stabiliseren de positieve lading in het areniumion en verhogen daardoor de reactiesnelheid. Dit kan zowel via een inductieve stabilisatie zoals in tolueen of door resonantie waarbij een vrij elektronenpaar van de substituent aan de aromatische ring kan worden afgestaan, zoals in fenol, aniline en derivaten van die verbindingen.De extra elektronendichtheid die door de substituent in de ring gebracht wordt is niet gelijk over de ringatomen verdeeld. De koolstofatomen op de 2-, 4- en 6-posities (de ortho- en de para-posities) dragen vooral de extra lading. In de figuur hieronder is dit duidelijk gemaakt door zo veel mogelijk koolstofatomen van vier bindingen te voorzien. De ortho- en para-koolstofatomen blijven dan over voor de negatieve lading. Ook kwantummechanische berekeningen laten op deze plaatsen een hogere elektronendichtheid zien. Vooral de ortho-posities dragen een relatief groot deel van de lading. De extra hoge negatieve lading op de 2-plaatsen maakt het waarschijnlijk dat de reactie daar zal plaatsvinden, maar sterische hindering kan toch de oorzaak zijn van het feit dat het voornaamste product van de reactie het 4-gesubstitueerde product wordt. De exacte hoeveelheden en producten van de verschillende elektrofiele aromatische substituties zijn vaak alleen proefondervindelijk vast te stellen.

### Deactiverende substituenten
Deactiverende substituenten hebben een destabiliserende werking op het arenium-kation en zullen de reactiesnelheid dus verlagen. Dit gebeurt door de elektronendichtheid in de aromatische ring in zijn algemeenheid te verlagen al zijn ook nu de ortho- en de para-posities het meest gevoelig. Dit betekent dat de meest reactieve, of in dit geval beter: de minst onreactieve, posities de meta-plaatsen zijn (atomen 3 en 5). Een voorbeelden van een gedeactiveerde aromatische verbindingen worden gevonden in nitrobenzeen, benzaldehyde en trifluormethylbenzeen. Het deactiveren van de aromatische ring betekent ook dat voor reacties van deze verbindingen doorgaans extremere reactiecondities nodig zijn. Een voorbeeld hiervan is de aromatische nitrering van tolueen tot trinitrotolueen of TNT. De eerste nitrogroep wordt in de (geactiveerde) tolueenring gesubstitueerd. De reactie verloopt bij kamertemperatuur en met nitreerzuur op basis van geconcentreerd salpeterzuur en geconcentreerd zwavelzuur. De tweede stap, substitutie moet worden uitgevoerd aan 2-nitrotolueen, een gedeactiveerde aromatische ring, vraagt rokend zwavelzuur als basis voor het nitreerzuur en verwarming. De derde nitrogroep kan alleen ingevoerd worden door de reactie uit te voeren in kokend zwavelzuur.

## Richtend effect van substituenten
Functionele groepen hebben dus een sturend effect op de plaats van een nieuw substituent tijdens de elektrofiele aromatische substitutie. Een functionele groep die voornamelijk aanleiding geeft tot substitutie op zijn meta-positie wordt meta-richtend genoemd.

### Ortho/pararichters
Groepen met een vrij elektronenpaar, zoals de aminogroep in aniline zijn sterk activerende ortho-para-richters. Het vrije elektronenpaar neemt makkelijk deel aan het π-elektronensysteem. De achtergrond daarvan is gelijk aan de manier waarop ammoniak een waterstofion opneemt: stikstof kan zijn vrije elektronenpaar makkelijk beschikbaar stellen:
Als een elektrofiel reageert met de ortho- of de para-positie van aniline deelt het stikstofatoom zijn vrije elektronenpaar met het π-systeem, waarbij een Iminiumion gevormd wordt. Voor dit ion kunnen vier resonantiestructuren getekend worden. Voor de reactie van benzeen zijn maar drie resonantie-structuren mogelijk. Meer resonantiestructuren betekent een lagere energie voor de overgangstoestand, de reactie verloopt sneller.
Als het elektrofiel op de meta-positie reageert kan het vrije elekttronenpaar van stikstof niet meedoen in het π-systeem, waardoor het aantal resonantiestructuren tot drie beperkt blijft. Het gevolg is een hogere energie van de overgangstoestand die tot het meta-product leidt. Er wordt minder meta-product gevormd, de aminogroep is een ortho-/ para-richter.
Voor alkyl- en aryl-groepen geldt dat ze ook in staat zijn de positieve lading in het π-systeem te stabiliseren al missen deze groepen de vrije elektronenparen. De activering van de ortho- en para-plaatsen treedt op, maar het blokkeren van de meta-plaatsen is minder uitgesproken.
Halogenen zijn een geval apart. Het zijn ortho/para richters, want ze beschikken over vrije elektronenparen die in het aromatische π-systeem mee kunnen doen. De stabilisatie die daar van uitgaat is echter minder dan voor bijvoorbeeld de aminogroep, omdat de halogenen elektronegatiever zijn dan koolstof. Het halogeen is dus π-elektropositef (doneert aan het π-systeem) maar σ-elektronegatief. Het laatste effect overheerst waardoor de ring als geheel minder makkelijk elektronen afstaat, maar als dat moet, dat wel op de ortho- en para-plaatsen zal doen. Halogenen zijn dus deactiverende ortho/para-richters.
Gerichte ortho-metallering is een speciaal geval van de EAS, waarbij ook speciale ortho-richtende substituenten bij betrokken zijn.

### Meta-richters
Niet-halogenen die elektronegatiever zijn dan koolstof, bijvoorbeeld de nitrogroep, (NO2) onttrekken een forse hoeveelheid lading aan het π-systeem van de aromatische ring. Deze groepen zijn sterk deactiverend. Daarnaast is, door het elektronegatieve karakter van de substituent, het koolstofatoom dat de substituent draagt al positief geladen. Een positieve lading ten gevolge van een ortho- of para-reactie is minder stabiel dan op een ander koolstofatoom. Om deze reden zijn deze groepen deactiverende metarichters. Voorbeelden zijn, naast de al genoemde nitrogroep: -CF3, -CCl3, -CBr3, -CI3.

## Ipso substitutie
Ipso substitutie is een speciaal geval van de elektrofiele aromatische substitutie. In plaats van waterstof verlaat de substituent het molecuul.
Het klassieke voorbeeld van deze reactie is de vorming van picrinezuur uit salicylzuur en nitreerzuur. De aromatische nitrering op de ortho-plaats ten opzichte van de hydroxylgroep betekent dat koolstofdioxide optreedt als leaving group. Ook desulfonering, waarbij een sulfonyl-groep vervangen wordt door een waterstofatoom is een voorbeeld van dit type reactie (zie de Hayashi-omlegging).
Aromaten die een silicium-substituent dragen reageren vaak via ipso-substitutie.

## Heterocyclische vijfringen
Furaan, thiofeen, pyrrool en hun derivaten zijn allemaal geactiveerd ten opzichte van benzeen. Al deze verbindingen beschikken over een heteroatoom met een vrij elektronenpaar in de aromatische ring, respectievelijk zuurstof, zwavel en stikstof. De kationen in de overgangstoestand worden hierdoor sterk gestabiliseerd. Voorbeelden van de elektrofiele substitutie aan pyrrool zijn de Pictet-Spengler- en de Bischler-Napieralskireactie.

## Asymmetrische elektrofiele aromatische substitutie
De elektrofiele aromatische substitutie met prochirale koolstof-elektrofielen zijn toegepast in asymmetrische syntheses door gebruik te maken van chirale lewiszure katalysatoren, vooral in de Friedel-Craftsreactie. Een vroeg voorbeeld van dit type reactie was de substitutie met chloraal aan fenolen, gekatalyseerd door met (-)-menthol gemodifiseerd aluminiumchloride. 
De koppeling van een glyoxylaat met N,N-dimethylaniline met een chirale bisoxazoline ligand - copper(II)triflate als katalysator in een Friedel-Crafts-hydroxyalkylation is een ander voorbeeld:
Een tweede voorbeeld van dit type reacties is de reactie van N-methylpyrrool met crotonaldehyde, gekatalyseerd door trifluorazijnzuur gemodificeerd met een chiraal imidazolidinon:
Indool reageert met een enamide, gekatalyseerd door een chiraal BINOL-fosfaat:
In alle gevallen ligt de hoeveelheid chirale katalysator in de grootte-orde van 10 tot 20%, de enantiomere overmaat in de grootteorde van 80 tot 90%.